# Carlota Amàlia de Nassau-Dietz
Cartola Amàlia de Nassau-Dietz (en alemany Anna Charlotte Amalie von Nassau-Dietz-Oranien) va néixer a Ljouwert (Països Baixos) el 2 d'octubre de 1710 i va morir a Durlach el 17 de novembre de 1777. Era una noble neerlandesa filla del príncep Joan Guillem d'Orange-Nassau (1687-1711) i de Maria Lluïsa de Hessen-Kassel (1688-1765).
Sembla que Carlota Amàlia tenia problemes de salut mental, probablement esquizofrènia. De manera que en morir prematurament el seu marit, ella va continuar vivint al castell de Durlach però de l'educació dels seus fills se'n va fer càrrec la seva sogra Magdalena Guillema de Württemberg.

## Matrimoni i fills
El 3 de juliol de 1727 es va casar a Ljouwert amb Frederic de Baden (1703-1732), fill de Carles Guillem III (1679-1738) i de Magdalena Guillema de Württemberg (1677-1742). El matrimoni va tenir dos fills: 
- Carles Frederic (1728-1811), casat primer amb Carolina Lluïsa de Hessen-Darmstadt (1723-1783) i després amb Lluïsa Carolina de Geyersberg.
- Guillem Lluís (1732-1788)